# Sulfat de dimetil
Sulfatul de dimetil este un compus organic cu formula chimică (CH3O)2SO2 (se poate nota și Me2SO4, Me de la metil). Este un diester al metanolului și al acidului sulfuric, fiind utilizat în general ca agent de metilare în sinteza organică.
Me2SO4 este un compus lichid, uleios, cu un miros similar cu cel de ceapă. Fiind un agent alchilant, este extrem de toxic, astfel că la nivel de laborator a fost înlocuit în mare parte de triflatul de metil, CF3SO3CH3.

## Obținere
Sulfatul de dimetil a fost produs la nivel industrial încă din anii 1920. Un proces frecvent utilizat pentru sinteză este reacția dintre etereul dietilic și trioxidul de sulf:
{\displaystyle {\ce {(CH3)2O + SO3 -> (CH3)2SO4}}}
Sulfatul de dimetil poate fi sintetizat în laborator prin diverse metode, cea mai simplă bazându-se pe reacția de esterificare a metanolului cu acidul sulfuric:
{\displaystyle {\ce {2 CH3OH + H2SO4 -> (CH3)2SO4 + 2 H2O}}}
Altă metodă implică distilarea hidrogenosulfatlui de metil:
{\displaystyle {\ce {2 CH3HSO4 -> H2SO4 + (CH3)2SO4}}}
Se poate aplica și reacția dintre nitritul de metil și clorosulfonatul de metil:
{\displaystyle {\ce {CH3ONO + (CH3)OSO2Cl -> (CH3)2SO4 + NOCl}}}

## Proprietăți
Sulfatul de dimetil este utilizat pentru a metila diverși compuși, precum fenoli, amine și tioli. Reacțiile de metilare care au loc prezintă un mecanism de substituție de tipul SN2.

### Metilare la atom de oxigen
Me2SO4 este utilizat pentru metilarea fenolilor, dar și a unor alcooli (precum este conversia terț-butanolului la t-butil-metileter):
{\displaystyle {\ce {2 (CH3)3COH + (CH3O)2SO2 -> 2 (CH3)3COCH3 + H2SO4}}}
Alcoxizii suferă metilări foarte ușor:
{\displaystyle {\ce {RO- Na+ + (CH3O)2SO2 -> ROCH3 + Na(CH3)SO4}}}
Există și o metilare a zaharidelor, care poartă denumirea de metilare Haworth.

### Metilare la atom de azot
Me2SO4 este utilizat pentru a prepara săruri de amoniu cuaternar și amine terțiare:
{\displaystyle {\ce {CH3(C6H4)NH2 + (CH3O)2SO2 -> CH3(C6H4)N(CH3)2 + Na(CH3)SO4}}}

### Metilare la atom de sulf
Similar cu metilarea alcoolilor, sărurile mercaptanilor pot fi metilate cu ușurință utilizând Me2SO4:
{\displaystyle {\ce {RS- Na+ + (CH3O)2SO2 -> RSCH3 + Na(CH3)SO4}}}
Un exemplu este reacția de metilare a sării sodice a acidului p-toluensulfonic:
{\displaystyle {\ce {p-CH3C6H4SO2Na + (CH3O)2SO2 -> p-CH3C6H4SO2CH3 + Na(CH3)SO4}}}
Metoda a mai fost utilizată pentru prepararea tioesterilor:
{\displaystyle {\ce {RC(O)SH + (CH3O)2SO2 -> RC(O)S(CH3) + HOSO3CH3}}}